# 이가코즈역
이가코즈역(일본어: 伊賀上津駅)은 일본 미에현 이가시에 위치한 긴키 닛폰 철도 오사카 선의 철도역이다. 역 번호는 D 54이며, 상대식 승강장 2면 2선의 구조를 갖춘 지상역이다.

## 타는 곳
| 1 | D 오사카 선 | 하행 | 이세나카가와 · 마쓰사카 · 우지야마다 · 가시코지마 · 쓰 · 나고야 방면           |
| 2 | D 오사카 선 | 상행 | 나바리 · 야마토야기 · 오사카우에혼마치 · 오사카난바 · 고베 · 고베산노미야 방면 |

## 이용 현황
| 연도   | 1일 평균 승차 인원 |
| ------ | ------------------ |
| 1997년 | 195                |
| 1998년 | 194                |
| 1999년 | 193                |
| 2000년 | 191                |
| 2001년 | 175                |
| 2002년 | 164                |
| 2003년 | 152                |
| 2004년 | 147                |
| 2005년 | 161                |
| 2006년 | 157                |
| 2007년 | 163                |
| 2008년 | 177                |
| 2009년 | 168                |
| 2010년 | 163                |
| 2011년 | 159                |
| 2012년 | 133                |
| 2013년 | 116                |
| 2014년 | 107                |
| 2015년 | 120                |

## 역 주변
- 국도 제165호선

## 인접 역
| 긴키 닛폰 철도 오사카 선             | 긴키 닛폰 철도 오사카 선 | 긴키 닛폰 철도 오사카 선           |
| ------------------------------------ | ------------------------ | ---------------------------------- |
| D53 아오야마초 오사카우에혼마치 방면 | D 오사카 선              | 니시아오야마 D55 이세나카가와 방면 |